# دنیا (ترانه لیندیتا)
«دنیا» تک‌آهنگی از هنرمند اهل آلبانی لیندیتا است که در سال ۲۰۱۷ میلادی منتشر شد. این ترانه نماینده آلبانی در یوروویژن ۲۰۱۷ است.